# 俄羅斯遠東號船難
俄羅斯遠東號船難，是指發生在2015年4月1日晚間（UTC+8為2日清晨）的一起沉船事故。根據俄羅斯媒體報導，一艘於堪察加半島旁的鄂霍次克海作業的俄羅斯籍漁船遠東號（Dalniy Vostok，音譯為“达利尼·沃斯托克”号），疑似因為撞上浮冰沉沒。這艘船共有132名船員，其中78人是俄羅斯籍，其餘船員分別來自缅甸、乌克兰、拉脱维亚和瓦努阿图等國。已知有63人獲救，54人死亡，15人失蹤。

## 背景
| 国籍     | 数量 | 参考  |
| -------- | ---- | ----- |
| 俄羅斯   | 78   | [ 5 ] |
| 緬甸     | 42   | [ 5 ] |
|          | 5    | [ 5 ] |
| 乌克兰   | 4    | [ 5 ] |
| 拉脫維亞 | 3    | [ 5 ] |

远东号渔船长104米，重达5700吨，于1989年建造。该船以前名叫“斯滕代”（Stende），在加那利群岛工作，直到2014年被俄罗斯公司麦哲伦LLC收购。事故发生时，该船正驶出萨哈林岛的涅韦尔斯克，在俄罗斯鄂霍次克海远东海域的堪察加半岛西海岸捕鱼。船上有132名人员，来自俄罗斯、缅甸、乌克兰、拉脱维亚和瓦努阿图。船估值3000万美元，全面更换将花费约4000万美元。

## 沉没
2015年4月1日凌晨，远东号发动机室被淹，造成船只迅速进水，15分钟内沉没。萨哈林州州长奥列格·科泽姆雅科表示，船只超员且事发时压载水舱没有适当的监测和维持。俄罗斯调查委员会官方新闻发言人弗拉基米尔·马尔表示，最有可能的原因是与冰发生碰撞，而勘察加地区的紧急情况委员会主席谢尔盖·哈巴罗夫，则归咎于80吨的渔获被拖上船。
船只的快速沉没，让老船长亚历山大·普里托图斯杰（俄语：Александр Притоцкий）没来得及发出SOS。大多数死者浸泡在冰冷的海水中被冻死，影响到所有的获救船员。船长和大副身亡。超过二十艘渔船参与救援，俄罗斯紧急情况部用Mi-8直升机派出医疗队和救援队。俄罗斯官员表示，超过1300人支援救援工作。

## 后续
远东交通部萨哈林分部展开了造成两人或以上死亡的安全违例调查。事故责任人可能被判长达7年的有期徒刑。
全部船员名单已在每日小报《共青团真理报》发布 。该报道了数个不合乎常规的行为：船只装满1150吨难以管理的鳕鱼而挤得要命；船只的救生艇不能承载全部船员；船只虽然被认定为适合航行，但船长形容这是一艘破旧的老沉船，需要不断地紧急维修；外国船员多得离谱，非法劳工没有工钱。
路透社称事件是“俄罗斯数十年来最严重的海难之一”，跟2011年在伏尔加河沉没造成122人死亡的保加利亚旅游船，以及同年造成50多人死亡的沉没的萨哈林钻井平台，列入“黑暗安全史”。普京总统因2000年库尔斯克号潜艇灾难的迟钝反应遭受广泛批评，事件造成全部118名遇难。《共青团真理报》引述专业人士消息，一致表示尽管船员难辞其咎，但真正的问题是制度。
麦哲伦公司宣布正进行内部审计。
政府宣布死难者家属将获得州机构100万卢布的抚恤金。

## 反应
- 俄羅斯：俄罗斯总统弗拉基米尔·普京向遇难者的家人和朋友们表示深切哀悼[14]。
- 亞美尼亞：亚美尼亚总统谢尔日·萨尔基相就这起发生在俄罗斯领海的事故损失，向俄总统普京表示慰问[15]。
- 美国：美国驻莫斯科大使馆在声明中表示，“看着这么多人的生命面临悲剧让人觉得可怕[14]。”
- 塞舌尔：总统詹姆斯·米歇尔在一份声明中转达了塞舌尔人民的慰问：“塞舌尔政府和人民与我向俄罗斯人民和遇难者家属表达衷心的同情和最深切的慰问[16]。